# Rosemary Radford Ruether
Rosemary Radford Ruether   (Saint Paul, 2 de novembre de 1936 - Pomona, 21 de maig de 2022) va ser una feminista estatunidenca i teòloga catòlica reconeguda internacionalment.
Rosemary Radford Ruether va escriure i editar més de quaranta llibres i centenars d'articles i ressenyes. Va tractar una gran varietat de camps com la patrística, les arrels històriques i teològiques de l'antisemitisme, el conflicte israeliano-palestí, la història de la dona en la religió americana, la teologia de l'alliberament, l'ecologia i l'ecologia-feminisme.
Va portar una veu feminista en l'entorn masculí de la teologia cristiana, defensa el dret de les dones a l'ordenació, és a dir a ser sacerdots, i el dret a l'avortament. Des de 1985 és membre de la junta directiva del grup proelecció «Catòlics per triar» (CFC).

## Biografia
Rosemary Radford Ruether va néixer el 2 de novembre de 1936 a Saint Paul, Minnesota, de mare catòlica, Rebecca Cresap Ord, i pare episcopaliana, Robert Armstrong Radford. Va declarar haver estat educada amb una ment oberta i humanista. Quan el seu pare va morir, quan ella tenia dotze anys, es va traslladar amb la seva mare a Califòrnia.

### Carrera
Després de plantejar-se els estudis d'art, Rosemary Radford Ruether va optar per les humanitats i va obtenir una llicenciatura en filosofia a l'Scripps College (1958), un màster en història antiga (1960) i un doctorat en literatura clàssica i patrística (1965) per la Claremont Graduate School de Claremont, Califòrnia.
Després de la seva primera feina a la Universitat Howard de Washington de 1965 a 1975, va exercir en moltes institucions com ara la Immaculate Heart College a Los Angeles (1964-1965), Howard University School of Religion (1965-1975), Princeton Theological Seminary, Yale Divinity School, Harvard Divinity School (on va ensenyar la seva primera classe de teologia feminista), Boston College, Sir George Williams University a Montreal i Heythrop College, Universitat de Londres. També va ser professora a les universitats de Lund i Uppsala a Suècia.
Va ser professora de teologia feminista a la Pacific School of Religion i a la GraduateTheological Union i professora de teologia aplicada al Garrett-Evangelical Theological Seminary. Va ser professora de religió i teologia feminista a la Claremont School of Theology i a Claremont Graduate University.
El 22 de gener de 2000 Roseamry Radford Ruether va rebre un doctorat honoris causa de la Facultat de Teologia de la Universitat d'Uppsala a Suècia.

### Mort
Rosemary Radford Ruether va morir el 21 de maig de 2022.

### Família
Rosemary Radford Ruether estava casada amb el politòleg Herman Ruether. Tenien tres fills i vivien a Califòrnia.

## Publicacions (selecció)
- The Church Against Itself, New York, 1967, Herder and Herder.
- Gregory of Nazianzus, Oxford, 1969, Oxford University Press.
- The Radical Kingdom, The Western Experience of Messianic Hope, New York, 1970, Paulist Press, ISBN 0809118602
- Faith and fratricide: the theological roots of anti-Semitism", ISBN 978-0-8164-2263-0, Nova York, 1974, Seabury Press
- "Courage as a Christian Virtue" dans Cross Currents, Printemps 1983, 8-16
- Sexism and God-Talk: Toward a Feminist Theology, ISBN 0-8070-1205-X Beacon Press (1983)
- Gaia and God: An Ecofeminist Theology of Earth Healing, Harper-Collins (1994), ASIN 0-06-066967-5
- In Our Own Voices: Four Centuries of American Women’s Religious Writing ISBN 0-06-066840-7 amb Rosemary Skinner Keller), Harper Collins (1996)
- Women Healing Earth: Third World Women on Ecology, Feminism, and Religion, New York, Març 1996.
- Introducing Redemption in Christian Feminism, Continuum (1998) ISBN 1-85075-888-3
- Christianity and the Making of the Modern Family, Beacon Press (2001), ISBN 978-0807054079
- Cinquième chapitre de Transforming the Faiths of our Fathers: Women who Changed American Religion, édité par Ann Braude. (2004) ISBN 1403964602
- The Wrath of Jonah: The Crisis of Religious Nationalism in the Israeli-Palestinian Conflict, ISBN 0-8006-3479-9 Augsburg Fortress (2002)
- Integrating Ecofeminism Globalization and World Religions, Rowman & Littlefield Publishers, Inc. (2005) ISBN 0-7425-3529-0
- Goddesses and the Divine Feminine: A Western Religious History, Berkeley i Los Angeles, 2005, University of California Press.ISBN 0-520-23146-5
- America, Amerikkka: Elect Nation & Imperial Violence, ISBN 1-84553-158-2, de l'Équinoxe (2007)
- Women and Redemption: A Theological History, Fortress Press, Minnesota, (2012).
- My Quests for Hope and Meaning: An Autobiography, Wipf & Stock. L'Oregon (2013).
- Feminism and Religion in the 21st Century: Technology, Dialogue, and Expanding Borders (amb Gina Messine-Dysert), Routledge (2014).ISBN 9780415831949.